# Государственная служба специальной связи и информационной безопасности (Азербайджан)
Государственная служба специальной связи и информационной безопасности (ГСССИБ) — орган специальной службы, подчиняющийся непосредственно президенту Азербайджанской Республики. Государственная служба создана для обеспечения организации, функционирования, безопасности и развития информационно-коммуникационных систем и сетей специального назначения, подключения и размещения информационных ресурсов государственных органов в сети интернет для государственных органов Азербайджана. Одной из основных задач Госслужбы является повышение готовности государственных органов в сфере кибербезопасности, реализация превентивных мер в этой сфере, мониторинг параметров безопасности интернет-ресурсов и информационных систем, а также обеспечение технического и методического обеспечения, содействие государственным органам в целях повышения кибербезопасности этих систем.
Службой проводятся важные комплексные технические и организационные мероприятия в направлении реализации вышеуказанных задач, а также реализации государственной политики, связанной с применением систем электронной подписи и комуникаций.

## История
1 октября 1994 года, учреждение было создано как "Коммуникационный и технический отдел" в составе Отдела материально-технического снабжения Главного управления охраны высших органов государственной власти и управления Азербайджанской Республики. В дальнейшем учреждение продолжило свою деятельность как самостоятельное подразделение, отдел и департамент в структуре Особой государственной службы охраны Азербайджана.
Согласно Указу президента Азербайджанской Республики от 26 сентября 2012 года №708 было создано Государственное агентство специальной связи и информационной безопасности Специальной службы государственной охраны, а Указом №957 от 16 марта 2020 г. на базе агентства была создана Служба специальной связи и информационной безопасности Азербайджанской Республики. Указом президента Азербайджанской Республики от 15 июля 2022 г. Ильгар Мусаев назначен руководителем Государственной службы специальной связи и информационной безопасности Азербайджанской Республики.
Указом Президента Азербайджанской Республики от 24 сентября 2024 года, 26 сентября объявлен профессиональным праздником сотрудников Государственной службы специальной связи и информационной безопасности.

## Деятельность
- Компьютерная безопасность — Координацию компьютерных инцидентов, произошедших в государственных органах и вопросы кибербезопасности осуществляет Центр по борьбе с компьютерными инцидентами Государственной службы специальной связи и информационной безопасности.
- Специальная связь — Государственная служба специальной связи и информационной безопасности, руководствуясь указами и распоряжениями президента Азербайджанской Республики, обеспечивает государственные органы бесперебойной и безопасной специальной связью.
- Сеть AzStateNet или AzStateNet Network — сегмент сети Интернет для центральных и местных государственных органов Азербайджана. AzStateNet представляет собой совокупность территориально распределенных сетей и серверов доступа, принадлежащих организациям, имеющим статус государственного органа Азербайджанской Республики. Сеть AzStateNet предоставляет пользователям доступ к информационному пространству сети интернет и размещает на своих серверах только официальную информацию, связанную с деятельностью государственных органов Азербайджана.
- Электронный документооборот
- Электронная подпись
- Служба хостинга — Согласно Указу президента Азербайджана №654 от 19 июня 2012 г. Государственные учреждения обязаны разместить электронный информационный ресурс в системе хостинга AZSTATENET в особо защищенном Дата-центре Государственной службы специальной связи и информационной безопасности.
- Служба DNS — gov.az (Government.az) – специальная доменная зона, зарезервированная для наименования информационных интернет-ресурсов государственных органов. Согласно решению №91 Кабинета Министров Азербайджанской Республики от 31 марта 2006 г, администрирование домена gov.az, регистрация поддоменов gov.az, а также деятельность DNS домена gov.az осуществляет Государственное агентство специальной связи и информационной безопасности Азербайджанской Республики.
- Криптография — Государственная служба специальной связи и информационной безопасности обеспечивает криптографическую защиту и конфиденциальность любого вида обмена информацией внутри страны и за рубежом. Обеспечение информационной безопасности при передаче информации является одним из приоритетных принципов работы Государственной службы специальной связи и информационной безопасности. Государственная служба специальной связи и информационной безопасности устанавливает системы шифрования в соответствующих сетях для обеспечения криптографической защиты и конфиденциальности информации и осуществляет ее контроль.
- Радиосвязь TETRA
- Служба передачи данных — Государственная служба специальной связи и информационной безопасности создала инфраструктуру AzStateNet для обеспечения государственных учреждений и критически важных инфраструктур сетями передачи данных и интернета на территории республики. При этом организация связи между госучреждениями обеспечивалась посредством оборудования SDH и DWDM. Посредством этого оборудования оказывались услуги связи уровня STM-16 и STM-64, включая предоставление гигабитных портов и соединений E1.
- Мониторинг 24/7 — Государственная служба специальной связи и информационной безопасности, обеспечивающий круглосуточное бесперебойное обслуживание и мониторинг всех электронных информационных ресурсов, которые она защищает.
- Коммуникация Фельдъегера
- Электронная почта